# William Irigoyen

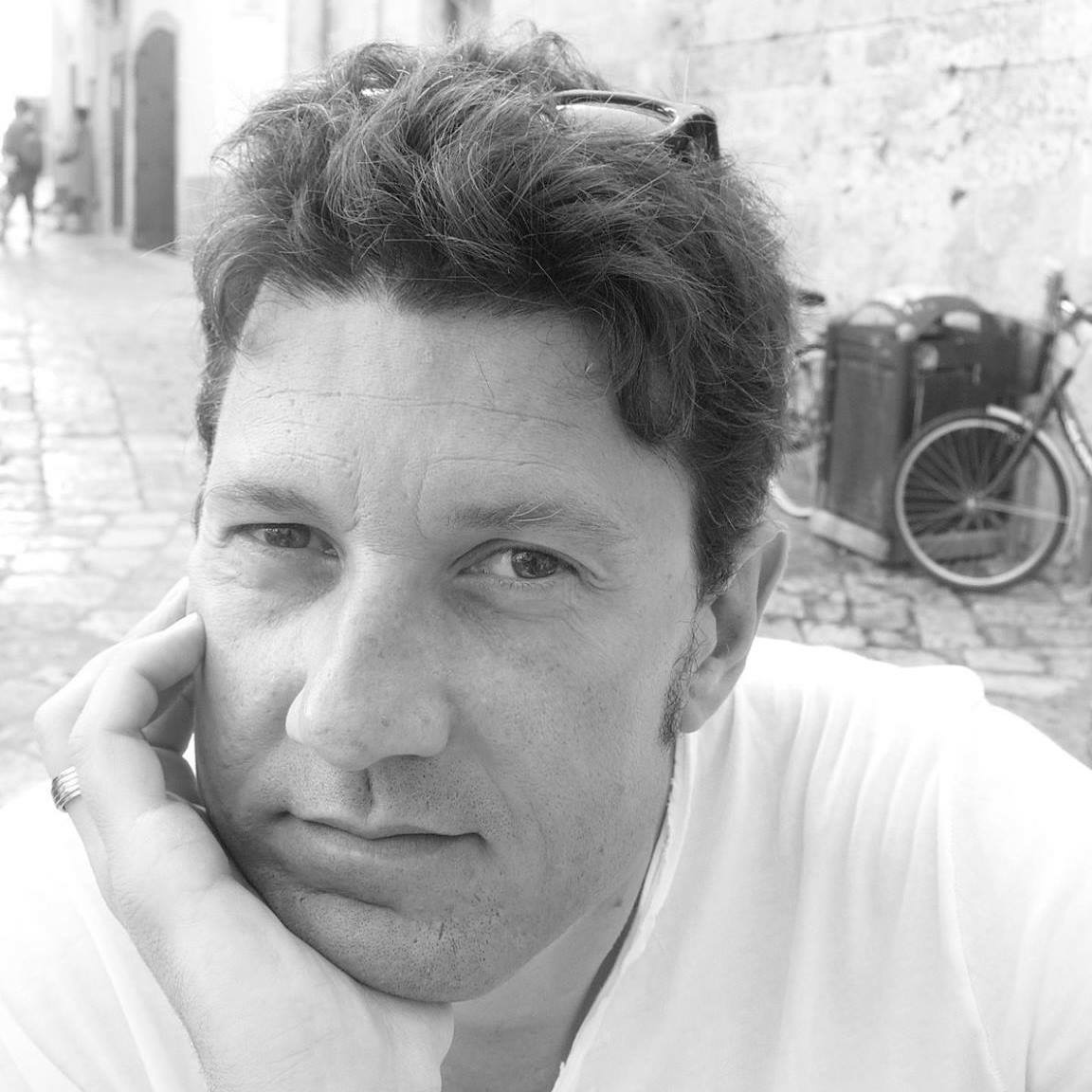
William Irigoyen (2017)

William Irigoyen (* 9. Februar 1970 in Villecresnes in Val-de-Marne) ist ein französischer Journalist. Er ist für den Fernsehsender Arte tätig.

## Leben und Werk
Irigoyen studierte an der französischen Hochschule École des hautes études en sciences de l’information et de la communication Germanistik und Journalismus. In der Folge arbeitete er für France 2 und France 3. Bei ARTE moderiert er im Wechsel mit Jürgen Biehle die Sendung Arte Journal.